# Victoria 3
Victoria 3 – gra wideo z gatunku grand strategy, wydana przez Paradox Interactive będąca kontynuacją gry Victoria II z 2010 roku. Gra została wydana na platformie Steam 25 października 2022 roku.

## Rozgrywka
Akcja Victorii 3 odbywa się w epoce wiktoriańskiej, w latach 1836–1936.
Gracz kontroluje jeden z ponad 100 krajów, które istniały w tym okresie. Gra koncentruje się na polityce i demografii, a rozgrywka skupia się na zdobywaniu poparcia i uspokajaniu warstw społecznych („Pops”), dużych grup ludzi o wspólnych interesach. „Pops” mają różne poglądy ideologiczne, które gracz musi brać pod uwagę podczas podejmowania decyzji.
Kolejnym systemem jest dyplomacja, która mocno zapożycza z systemu kryzysów z gry Victoria II. Próbując zmusić inne kraje do oddania nam ziemi lub otwarcia rynków, gracze przedstawiają państwu docelowemu żądanie, dostając w odpowiedzi żądanie ustępstw od agresora. Po tej wymianie żądań rozpoczyna się odliczanie czasu, kiedy obie strony mają szansę zmobilizować wojska i przyciągnąć potencjalnych sojuszników na swoją stronę, oferując im korzyści. Jeśli przed upływem czasu nie zostanie osiągnięte żadne rozwiązanie dyplomatyczne, zostanie wypowiedziana wojna. Projektant gry Mikael Andersson wyjaśnił, że ten system został zaprojektowany z zamiarem złagodzenia roli działań wojennych, czyniąc dyplomację równie skuteczną.

## Rozwój
Przed ogłoszeniem gry, przez lata fani Paradoxu notorycznie pytali o nią studio bez odpowiedzi. Wielu żartowało, że nigdy nie zobaczy wydania ani żadnej wzmianki o trzeciej części serii z oficjalnego źródła Paradoxu. W kwietniu 2022 roku do sieci wyciekła wersja beta gry, udostępniona na serwisie 4chan. Gra została oficjalnie zapowiedziana 21 maja 2021 roku na konferencji Paradox Interactive PDXCON: Remixed. 12 czerwca 2022 roku ukazał się zwiastun gry.